# (I Live) One Day at a Time
One Day at a Time es el décimo álbum de estudio de Joan Baez publicado en 1970 y grabado en Nashville, este disco está influenciado por la música country desde su anterior trabajo David's Album. El álbum contiene dos sencillos importantes, "Sweet Sir Galahad" dedicada a su hermana Mimi Fariña y "A Song for David" para su esposo David Harris, cuando estaba en la cárcel. El disco también contiene los trabajos de The Rolling Stones, Willie Nelson y Pete Seeger.
El álbum tiene dos canciones grabadas por Baez en Woodstock las cuales son "Joe Hill" y "Sweet Sir Galahad"

## Lista de canciones
1. "Sweet Sir Galahad" (Joan Baez) – 3:43
2. "No Expectations" (Mick Jagger, Keith Richards) – 3:47
3. "Long Black Veil" (Marijohn Wilkin, Danny Dill) – 3:24
4. "Ghetto" (Homer Banks, Bonnie Bramlett, Bettye Cruthcer) – 4:33
5. "Carry It On" (Pete Seeger, Gil Turner) – 2:22
6. "Take Me Back to the Sweet Sunny South" (Traditional) (dueto con Jeffrey Shurtleff) – 2:47
7. "Seven Bridges Road" (Steve Young) (dueto con Jeffrey Shurtleff) – 3:42
8. "Jolie Blonde" (Traditional) – 2:00
9. "Joe Hill" (Alfred Hayes, Earl Robinson) – 3:25
10. "A Song for David" (Joan Baez) – 4:57
11. "I Live One Day at a Time" (Willie Nelson) (dueto con Jeffrey Shurtleff) – 3:31

## Posición
| Año  | Lista         | Posición |
| ---- | ------------- | -------- |
| 1970 | Billboard 200 | 80       |

- Datos: Q3048600
- Multimedia: One Day at a Time (album) / Q3048600